# Musala (Indonésie)
Pour les articles homonymes, voir Musala.
Musala est une île indonésienne de l'océan Indien située au large de la baie de Sibolga sur la côte occidentale du nord de Sumatra. 